# Desmognathus welteri
Desmognathus welteri é uma espécie de salamandra da família Plethodontidae.
É endémica dos Estados Unidos da América.
Os seus habitats naturais são: florestas temperadas, rios, rios intermitentes, marismas intermitentes de água doce e nascentes de água doce.
Está ameaçada por perda de habitat.